# Pauvre Superman !
Poor Superman
Ne doit pas être confondu avec Pauvre Surhomme.
Pauvre Superman ! (titre original : Poor Superman) est une nouvelle de science-fiction de Fritz Leiber, initialement parue dans Galaxy Science Fiction en juillet 1951. 

## Publications

### Publications aux États-Unis
Cette nouvelle a été publiée à de nombreuses reprises aux États-Unis, sous le titre Poor Superman ou Appointment in Tomorrow.

### Publications en France
La nouvelle a été publiée en français sous le titre Rendez-vous dans le futur dans Rois étranges et dictateurs fous de l'avenir, éd. OPTA, collection Marginal n°6, janvier 1975, avec une traduction de Jacques Parsons et une couverture de Klei.
Elle est ensuite publiée dans l'anthologie Histoires de rebelles (p. 42 à 80) en 1984 sous le titre Pauvre Superman !, avec une traduction de George Barlow.

### Publications dans d'autres pays
La nouvelle a été publiée :
- en italien sous le titre Il mondo di domani (1953) ;
- en allemand sous le titre Armer Superman (1980).

## Résumé
Jorj Helmuth est un homme heureux : grand scientifique, il a collaboré à la réalisation d'un super-ordinateur dénommé Maizie. Sa carrière s'annonce sous les meilleurs auspices, d'autant plus que la recherche scientifique est en plein essor. Par ailleurs, il aime bien sa compagne, Caddy. 
Son seul problème, c'est Jan Tegarron, homme aussi riche que puissant. Un jour, il est convoqué chez Tegarron. Là, il apprend que les scientifiques comme lui ne sont que les jouets de ces dirigeants, et Jorj, avec sa naïveté et son idéalisme, est devenu un gêneur. Il va donc être envoyé dans le plus grand secret sur Mars, pendant quelques années… 
Jorj apprend aussi incidemment que Caddy ne l'aime pas et qu'elle était en fait envoyée par Tegarron pour le surveiller. « Et, avec beaucoup de douceur et de compassion, elle dit : Pauvre Surhomme ! ».

## Incipit
Le texte de la nouvelle est précédé d'un incipit de Hegel, tiré des Principes de la philosophie du droit (1820) :
« Le principe conceptuel que la violence se détruit elle-même a sa manifestation réelle en ceci qu'on annule une violence par une violence. »